# Elachista martinii
Elachista martinii is een vlinder uit de familie grasmineermotten (Elachistidae). De wetenschappelijke naam is voor het eerst geldig gepubliceerd in 1898 door O. Hofmann.
De soort komt voor in Europa.